# Constant Jongen
Constant Jongen (* 12. März 1940 in Mechelen) ist ein ehemaliger belgischer Radrennfahrer.

## Sportliche Laufbahn
Jongen war im Straßenradsport aktiv. Als Amateur wurde er 1961 Vize-Meister im Straßenrennen hinter Frans Melckenbeeck. Die Internationale Friedensfahrt bestritt er 1962, beendete das Rennen jedoch nicht. Von 1963 bis 1967 war er Radprofi. Er gewann in Belgien einige Kriterien und Rundstreckenrennen, hatte aber keine größeren Erfolge. Im Giro d’Italia startete er zweimal. 1964 und 1966 war er jeweils ausgeschieden.